# Styringomyia setifera
Styringomyia setifera là một loài ruồi trong họ Limoniidae. Chúng phân bố ở miền Australasia.